# Diprot syre
En diprot syre er en syre som har to labile hydroner, dvs. den kan afgive to hydroner i en syre-base-reaktion. Et eksempel på en diprot syre er svovlsyre. En syre der kun kan afgive en hydron kaldes en monoprot syre.
De to hydroner vil afgives ved forskellig pH, som bestemmes af syremolekylets struktur. Den pH hvorved en syre afgiver en hydron kaldes pKa; for en diprot syre benævnes de to pH-værdier hvor hydronerne afgives henholdsvis pKa1 og pKa2.
| Kemi | Spire Denne artikel om kemi er en spire som bør udbygges. Du er velkommen til at hjælpe Wikipedia ved at udvide den. |